# Деледда, Грация
Мари́я Гра́ция Ко́зима Деле́дда (итал. Maria Grazia Cosima Deledda; 27 сентября 1871, Нуоро, Сардиния — 15 августа 1936, Рим) — итальянская писательница, лауреат Нобелевской премии по литературе. В её честь назван кратер Деледда на Венере.

## Биография
Грация Деледда родилась 27 сентября 1871 года в Нуоро на Сардинии.
Её отец был землевладельцем. Грация закончила только начальную школу. Писала маленькие рассказы и отправляла их в издательство журнала мод «L'ultima moda». Вскоре она написала свою первую новеллу «Fior di Sardegna» (1892).

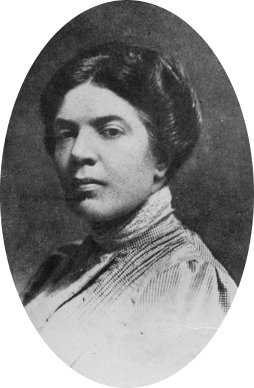
Портрет Деледды в молодости

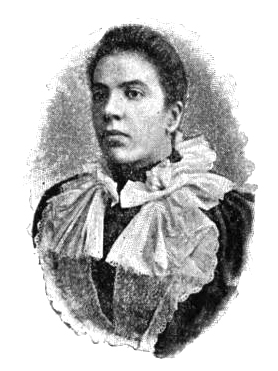
Портрет Деледды, работы Л. Капелли (1898)

В 1900 году Грация вышла замуж за Пальмиро Мадезани (итал. Palmiro Madesani), служащего Министерства финансов в Кальяри, столице Сардинии. Позже семья переезжает в Рим. В 1926 году Деледда становится лауреатом Нобелевской премии по литературе «Премии за поэтические сочинения, в которых с пластической ясностью описывается жизнь её родного острова, а также за глубину подхода к человеческим проблемам в целом».
Грация продолжает много писать после получения Нобелевской премии. «La casa del poeta» (1930, «Дом Поэта») и «Sole d'estate» (1933, «Летнее солнце»).
Грация Деледда умерла в Риме в 1936 году возрасте 64 лет.

## Творчество
Деледда принадлежала к веристской школе. 
Грация прекрасно описывает родную действительность, знакомит читателя с замкнутой, своеобразной жизнью, уцелевшими от далёкого прошлого нравами и обычаями, невежеством, легковерием и пылкой фантазией народа, с любовью воссоздает красоту родных гор и лугов, среди которых вырастает население, считающее большие города чем-то необыкновенно далёким и чуждым, и говорящее на своем особом наречии. Один из наиболее известных романов Деледды — «После развода» (итал. Dopo il divorzio, 1902). Романистка переносит читателя в будущее, желая показать, к чему будет приводить в отдельных случаях ещё не введенный пока закон о разводе, если он получит широкое распространение в Италии. Герой романа, жертва судебной ошибки, обвиненный в убийстве одного своего родственника, приговаривается к заключению в смирительном доме на 27 лет. Когда ошибка раскрывается, он получает возможность вернуться раньше срока на родину — но тем временем его жена, Джованна, страстно его любившая, согласилась, под давлением родных, выйти замуж за другого, пользуясь новым законом. Случайная встреча двух людей, когда-то горячо любивших друг друга, заставляет снова вспыхнуть в их сердцах прежнее чувство, которому они и отдаются. Таким образом Джованна становится, в глазах света, нарушительницей супружеской верности, хотя она только возвращается к своему первому мужу. Всего интереснее в романе — изображение сардинской жизни и близких к природе людей.
В романе «Элиас Портолю» (Elias Portolu, 1903) обрисована, наряду с сардинским пейзажем и бытом, психология человека из народа, который в порыве самозабвения сходится с женой своего брата, затем начинает испытывать угрызения совести, кается, хочет поступить в монастырь, загладить свой грех молитвой, постом, лишениями, и даже после того, как брат умирает и его жена становится свободной, всячески избегает встречи с ней.
Герой романа «Пепел» (Cenere, 1904) — незаконный сын сардинской крестьянской девушки, брошенный матерью, получающий благодаря заботам некоторых лиц университетское образование и затем возвращающийся на родину, где он хочет разыскать и пригреть нравственно опустившуюся и постаревшую мать. По роману «Пепел» Артуро Амброзио снял немой фильм с Элеонорой Дузе в главной роли.
Деледда пишет также рассказы; в 1901 году вышел их сборник, озаглавленный «Королева тьмы» (La regina d élle tenebre).

## Избранные произведения
- Цветок Сардинии / Fior di Sardegna (1892)
- Дороги зла / Le vie del male (1892)
- Сардинские рассказы / Racconti sardi (1895)
- Честные души / Anime oneste (1895)
- После развода / Dopo il divorzio (1902)
- Элиас Портолю / Elias Portolu (1903)
- Пепел / Cenere (1904)
- Ностальгия / Nostalgie (1905)
- Плющ / L'edera (1906)
- Камыши на ветру / Canne al vento (1913)
- Марианна Сирка / Marianna Sirca (1915)
- Мать / La madre (1920)
- Бегство в Египет / La fuga in Egitto (1925)
- Печать любви / Il sigillo d'amore (1926)
- Анналена Билзини / Annalena Bilsini (1927)
- Козима / Cosima (1937), опубликовано посмертно
- Ливанский кедр / Il cedro del Libano (1939), опубликовано посмертно

## Издания на русском языке
Деледда Грация. Одиночество : Новеллы. Пер. с итал. И.А. Маевского. М.: И.А. Маевский, 1912. 244 с. (Библиотека "Атенеум").
Рассказы Грации Деледды. Пер. с итал. М. Ватсон. СПб: В. Яковенко, 1914. 30 с. (Народы в рассказах своих писателей. Итальянцы).
Деледда Грация. Пепел. Роман. Пер. с итал. Н. Багатуровой. 2-е изд. М.: Универсальная библиотека, [1917]. 317 с. 
Грация Деледда. Тоскующие души. Роман. Перевод с итальянского З. Журавской. М.: Северные дни, 1918. 214 с.
Деледда Грация. Сардинские рассказы. Пер. и предисл. Р. Григорьева. Петербург: Всемирная литература, 1919. 104 с. (Всемирная литература. Италия. Вып. № 9).
Деледда Грация. Свирель в лесу: Рассказы. Пер. с итал. М.: Художественная литература, 1967. 287 с.
Деледда Грация. Отмеченные любовью: Новеллы. Пер. с итал. М. Квелде. Рига: Лиесма, 1981. 301 с. 
Грация Деледда. Падре Топес. Первая исповедь. Мать // Ссора с патриархом. Сборник произведений классиков итальянской литературы конца ХIХ - начала XX века. Пер. с итал. Л.: Лениздат, 1987. 478 с. 
Деледда Г.  Элиас Портолу. Унсет С. Йенни. М.: Панорама, 2000. 480 с. («Лауреаты Нобелевской премии»).